# Eliška Hašková-Coolidge
Eliška Hašková-Coolidge (* 26. března 1941 Praha) je bývalá česko-americká úřednice, členka personálu Bílého domu, kde měla na starosti oddělení pro prezidentskou korespondenci s institucemi a jednotlivci a také byla součástí interní skupiny autorů proslovů (1963–1981). V letech 1981–1990 působila na Ministerstvu zahraničí USA. V 90. letech se vrátila do České republiky, založila Coolidge Consulting Services a přednáší „Umění a management společenského chování, obchodní a diplomatický protokol“. Je lektorkou na mnoha tuzemských a mezinárodních konferencích.

## Život
Eliška Hašková-Coolidge se narodila v Praze v české bankovní rodině. Její dědeček, František Hašek, zakladatel Bankovního domu Hašek a spol., byl prezidentem burzy a jedním z hlavních akcionářů vydavatelství Melantrich. Za neochotu spolupracovat s nacisty byl 5. června 1942 popraven. Část svého dětství strávila u své babičky na Šumavě. V lednu 1948 odjel její otec do USA na pozvání od ministra obchodu Spojených států za účelem jednání o možnostech, jak rozšířit vzájemnou obchodní spolupráci. Po převzetí moci komunisty byl z důvodu své bezpečnosti nucen za oceánem zůstat. O rok později, poté, co byli komunisty vyhnáni z rodné bubenečské vily, se mamince s osmiletou Eliškou a s jejím tříletým bratrem podařilo, pěšky přes šumavské hvozdy, utéci. Nejprve do Německa a poté do Francie. Zde postihlo malou Elišku další životní trauma. Z důvodu rozchodu rodičů musela v říjnu 1950 sama odletět za svým otcem do USA. Zde nastoupila na internátní školu. Později se podařilo do Washingtonu emigrovat i její babičce. Ta vysvobodila Elišku od pobytu v internátech a vytvořila jí v podstatě nový domov. Vychovávala Elišku s důrazem na morálku, k víře v Boha a k českému vlastenectví. Krom toho ji učila společenskému chování.
Po střední škole studovala obor diplomacie na fakultě School of Foreign Service Georgetownské univerzity ve Washingtonu. Studium zakončila roku 1959 s vyznamenáním[zdroj?].
Profesní kariéru zahájila v roce 1963 v Bílém domě.
V roce 1965 pracovala v kanceláři Freda Holborna, což byl Administration Assistent to President.
3. listopadu 1966 je její pozice uváděna jako White House Staff, v dokumentech z roku 1967 jako pracovnice Central Files (tedy oddělení kombinující podatelnu a spisovnu).
V roce 1969 se stává členkou týmu interních autorů projevů (member of group of in-house speech writers), kde byla na pozici "Presidential Greetings and Messages Specialist". Měla na starosti korespondenci s institucemi a jednotlivci, jako například koncipování přání k narozeninám, pozvánky a podobně.
V administrativě prezidenta Forda (1974–1977) byla pozměněna struktura úřadu. Eliška Hašková se stává "Director of Presidential Messages", náplň práce oddělení zůstává stejná – koncipování prezidentských poselství blahopřejného charakteru a zpráv souvisejících s kampaní skupinám a jednotlivcům. Koncepty významnějšího charakteru byly následně schvalovány prezidentovým poradcem Robertem T. Hartmannem.
Roku 1981 přešla do kanceláře ministra zahraničních věcí Alexandera Haiga. Dva roky poté, za působení ministra zahraničních věcí George Shultze, se stala tajemnicí náměstka ministra pro komunikaci s Kongresem pro Latinskou Ameriku. V dalších letech potom působila jako náměstkyně šéfa protokolu Spojených států a následně se stala zástupkyní vedoucího Americké mise v Organizaci amerických států (OAS).
Po pádu železné opony odešla do předčasného důchodu a začala cestovat do České republiky.
V současné době podporuje česko-americké vztahy a vede kurzy „Umění a management společenského chování, obchodní a diplomatický protokol“. Mezi její klienty patřili členové vlády, business lídři, bankéři, právníci i veřejnost. V roce 2003 získala od Senátu ČR a rektora Karlovy univerzity ocenění Významná česká žena ve světě. Napsala autobiografickou knihu Pět amerických prezidentů, česká babička a já. V roce 2006 kandidovala do Senátu jako nestranička za ODS na Klatovsku a Domažlicku. Po vítězství v prvním kole se v druhém kole neprosadila.
Eliška Hašková-Coolidge se podílela na činnosti obecně prospěšných organizací, působila v Leadership Council Americké obchodní komory[zdroj?] a byla iniciátorkou projektu etiky do škol ASET (Adopt a School for Ethics in our Children and Trust in our Society). Přednášela v Americkém institutu pro politické a ekonomické systémy (AIPES), který je součástí Fondu amerických studií (TFAS). Je členkou fakulty Prague Leadership Institute, členkou kolegia Minerva 21 a poradního sboru Zámek Liteň, z.s. Taktéž působí v porotě Helas Ocenění české podnikatelky (OCP)[zdroj?], byla patronkou ukončeného projektu Manuál úspěšné ženy („MUŽ“) a Helas Ladies Club. V amerických prezidentských volbách podporuje republikánského kandidáta Donalda Trumpa.
V rámci restitucí jí bylo navráceno několik nemovitosti: tzv. Blochova vila na náměstí v Hartmanicích, hájenka v Pustině (Einöde) a především empírový zámeček v Kundraticích. Objekty byly vesměs ve špatném stavu, na jejich rekonstrukci se Haškové-Coolidge nedaří shánět finance.
28. října 2017 dostala Eliška Hašková-Coolidge od prezidenta Miloše Zemana Medaili Za zásluhy I. stupně.

## Rodina
V roce 1977 se Eliška Hašková provdala za významného amerického investičního bankéře, Nicholase Jefferson Coolidge, a o dva roky později se jim narodila dcera Alexandra. Po dvaceti letech se manželství rozpadlo. V roce 2016 se jí narodilo první vnouče, vnuk Jonah Randolph Holzer.

### Eliška Hašková

#### Rodina matky
Matka paní Haškové pocházela z rodiny Polických. Dědeček z této větve byl továrník, vlastnil velké koželužny, které byly v roce 1948 znárodněny. Eliška se se svými prarodiči z matčiny strany příliš neznala, její dědeček zemřel nedlouho po jejím narození. Eliščina matka se po rozvodu s Eliščiným otcem odstěhovala do Anglie a vzala si za muže Milana Smutného, který pracoval v BBC.

#### Rodina otce
Dědeček František Hašek byl úspěšný bankéř s kořeny v jižních Čechách. Již byl jako 22letý mladík jmenován prokuristou Ústřední banky českých spořitelen. Říkalo se o něm, že byl vůbec nejmladším bankovním prokuristou v Rakousku-Uhersku. O dva roky později přešel k vedení Pražské realitní a úvěrní banky a v roce 1925 měl vlastní Bankovní dům Hašek a spol. V roce 1942 byl popraven nacisty kvůli odmítání spolupráce.
Babička Hašková pocházela z Jíloviště, z rodiny kováře Skolka. Po prvním nepovedeném manželství se provdala za Františka Haška, ten přijal Eliščina otce za svého a vychoval si z něj společníka. Po únorovém převratu se jí podařilo utéci do Spojených států a měla klíčový vliv na Eliščinu výchovu.

### Nicholas Jefferson Coolidge
Nicholas Jefferson Coolidge byl v přímé linii příbuzný s třetím americkým prezidentem, Thomasem Jeffersonem, jehož vnučka Ellen Randolph se provdala za Josepha Coolidge. Otec Nicholase Coolidge sloužil za války v OSS (předchůdkyni CIA) a poté řídil International Union for Conservancy of Nature.